# دهستان دولاب (قلعه‌گنج)
دهستان دولاب یکی از دهستان‌های بخش مرکزی شهرستان قلعه‌گنج در استان کرمان ایران است. مرکز این دهستان، روستای دولاب است.

## جمعیت
بر پایه سرشماری عمومی نفوس و مسکن در سال ۱۳۹۵، جمعیت دهستان دولاب برابر با ۶٬۴۹۵ نفر بوده‌است.